# Kirchworbis
Kirchworbis ist eine Gemeinde in der Verwaltungsgemeinschaft Eichsfeld-Wipperaue im thüringischen Landkreis Eichsfeld.

## Geographie
Kirchworbis liegt im Eichsfelder Kessel südlich des Langenberges (462,5 m ü. NN), eines Ausläufers des Ohmgebirges. Vor dem Ort fließt südlich die Wipper. Der Ort liegt nur knapp zwei Kilometer südöstlich der ehemaligen Kreisstadt Worbis und ist mit dieser eng verbunden. Durch Kirchworbis verläuft die ehemalige B 80. Im Nachbarort Breitenworbis befindet sich eine Auffahrt auf die A 38 (Südharzautobahn).

## Geschichte
Kirchworbis wird 1209 als Kirchworvece erstmals urkundlich erwähnt und ist ein altes Kirchdorf. Ein zweites Mal tritt der Ort knapp dreißig Jahre später wieder in Erscheinung, diesmal unter den Namen Kirchworbeze und Kirchworveze. Es gilt als gesichert, dass der zweite Teil des Namens slawischen Ursprungs ist und von dem Wort wrba (Weide) abgeleitet werden kann. Demnach wurde der Ort von den Wenden zur Zeit der Völkerwanderung angelegt, nachdem sie in das von den germanischen Stämmen verlassene Gebiet nachgerückt waren. Bereits 1055 siedelten die Wenden im Gebiet des heutigen Eichsfeldes. Zur genaueren Unterscheidung der drei Orte Worbis, Breitenworbis und der Wüstung Hugenworbis nannte man das Dorf Kirchworbis. Man nimmt an, dass Kirchworbis älteren Ursprungs ist oder die Kirche einen höheren Rang einnahm. Mit der zweiten Nennung 1238 erscheint es dann auch als Pfarrdorf, da die Urkunde von einem Hunoldus, vicarius in Kirchworveze spricht, der als Zeuge auftrat. Im Jurisdiktionalbuch des Martinusstiftes aus dem Jahre 1675 wird erwähnt, dass der Propst des Martinusstiftes zu Heiligenstadt das Patronat über die Pfarrkirche St. Martin innehatte. Möglicherweise bestand die Hoheit Heiligenstadts über das Pfarrdorf schon seit 1276, als Erzbischof Ruthard dem Propst des Stiftes fünf Pfarrkirchen verlieh, dabei wurde Kirchworbis jedoch nicht ausdrücklich erwähnt. Der Ort gehörte bis zur Säkularisation zu Kurmainz und wurde 1802 preußisch. Nach kurzer Zugehörigkeit zum Königreich Westphalen war Kirchworbis bis 1945 Teil der preußischen Provinz Sachsen. Der Neubau der Pfarrkirche erfolgte im Jahr 1913.
Während des Zweiten Weltkrieges mussten ab 1940 mehr als 100 Frauen und Männer aus Polen und der Ukraine in der Landwirtschaft und in der Strickerei Rhode Zwangsarbeit leisten.
1945 bis 1949 kam der Ort zur sowjetischen Besatzungszone und war ab 1949 Teil der DDR. Von 1961 bis zur Wende und Wiedervereinigung 1989/1990 lag der Ort nahe der innerdeutschen Grenze. Im Jahr 2002 wurde die Valentinuskapelle restauriert.

### Einwohnerentwicklung
Entwicklung der Einwohnerzahl (31. Dezember):
| - 1994: 1.501 - 1995: 1.522 - 1996: 1.542 - 1997: 1.531 - 1998: 1.533 - 1999: 1.539 | - 2000: 1.512 - 2001: 1.497 - 2002: 1.506 - 2003: 1.499 - 2004: 1.499 - 2005: 1.485 | - 2006: 1.458 - 2007: 1.425 - 2008: 1.416 - 2009: 1.400 - 2010: 1.381 - 2011: 1.387 | - 2012: 1.373 - 2013: 1.345 - 2014: 1.342 - 2015: 1.345 - 2016: 1.326 - 2017: 1.335 | - 2018: 1.329 - 2019: 1.308 - 2020: 1.303 - 2021: 1.315 - 2022: 1.336 |

Datenquelle: Thüringer Landesamt für Statistik

## Politik

### Gemeinderat
Der Gemeinderat von Kirchworbis setzt sich aus zölf Ratsfrauen und Ratsherren zusammen. Bei der Gemeinderatswahl am 26. Mai 2024 wurden eine Frau und elf Männer gewahlt, die alle der Liste CDU-BW-FFW angehören.

### Bürgermeister
Der ehrenamtliche Bürgermeister Wolfgang Benisch (CDU/Bürgerbewegung) wurde am 5. Juni 2016 wiedergewählt. Im Jahr 2022 wurde dann ein neuer Bürgermeister gewählt, weil Benisch nicht mehr zur Wahl stand. Zum neuen Bürgermeister wurde im 1. Wahlgang mit 73,8 Prozent der gültigen Stimmen Rüdiger Banse gewählt; die beiden Mitbewerber erhielten 22,7 und 3,6 % der Stimmen. Die Wahlbeteiligung lag bei 67,2 Prozent.

## Sehenswürdigkeiten
- St. Martins-Kirche

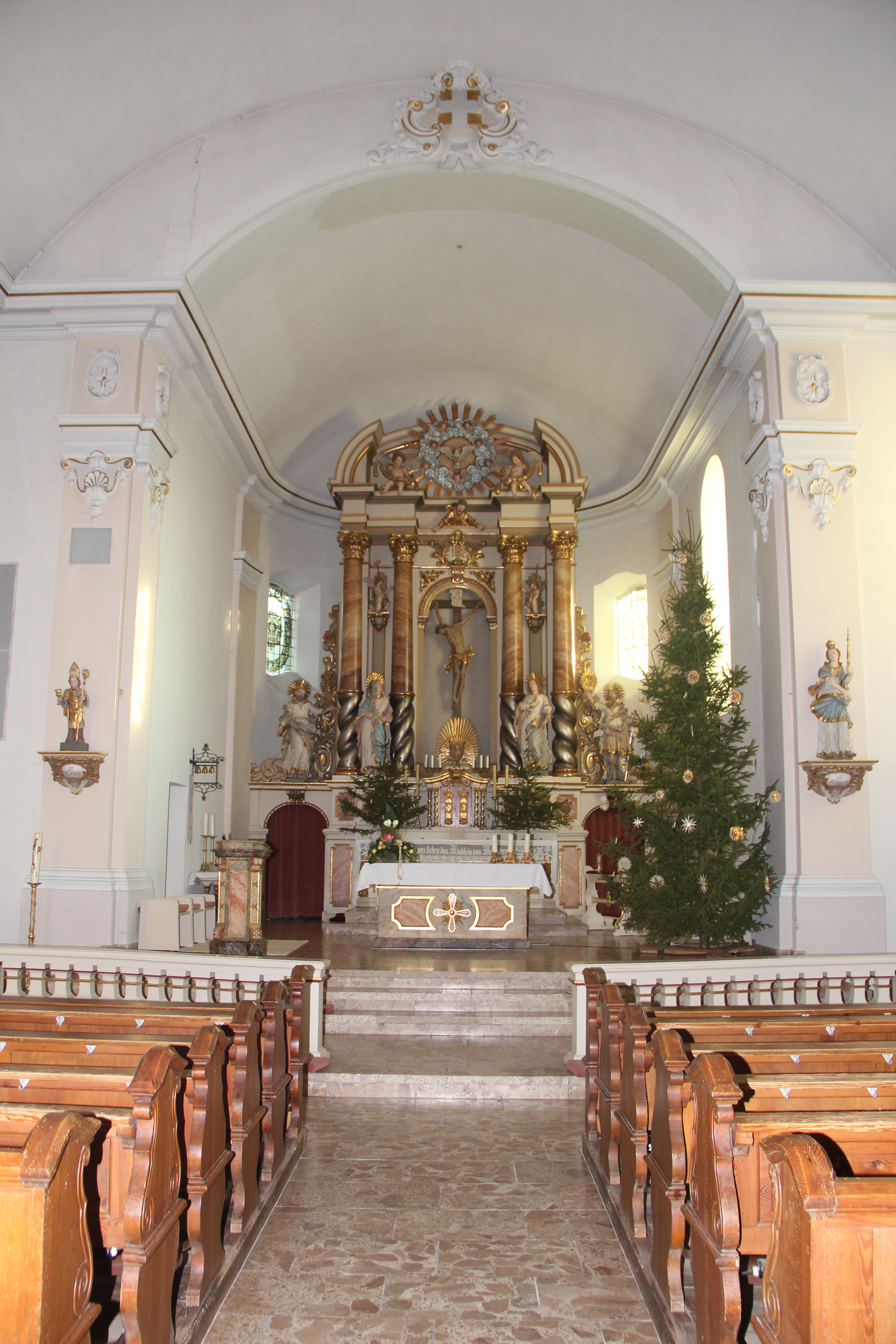
Innenansicht der Kirche St. Martin in Kirchworbis

- Die Valentinskapelle ist eine frühere Wallfahrtskapelle (erbaut im 14./15. Jahrhundert durch Valentin von Bültzingslöwen, 1734/35 unter Pfarrer Joh. Christoph Hewig neu errichtet)[6]
- In der Flur befindet sich ein Stationsweg zur Mariengrotte als Andachtsstätte.

Zu den denkmalgeschützten Fachwerkhäusern und Mühlen von Kirchworbis gehören:
- Die Obere Ippmühle soll seit dem 14. Jahrhundert bestehen. Sie war bis 1979 in Betrieb, wurde mehrmals umgebaut oder erneuert. Das Anwesen wird gewerblich genutzt.
- Die Untere Ippmühle in unmittelbarer Nachbarschaft der Oberen Ippmühle hieß nach einem Besitzer auch Huckemühle. Sie war bis 1969 als Mahlmühle in Betrieb.
- Die Riethmühle liegt abgeschieden vom Dorf. Sie war überwiegend eine Öl- und Schlagmühle. Um 1906 begann man die Mühle umzubauen, ein Ingenieur wollte daraus ein E-Werk zur Stromerzeugung aufbauen. Das Mühlrad wurde 1960 stillgelegt.

## Söhne und Töchter der Gemeinde
- Konrad Wilhelm Strecker (1690–1765), Jurist
- Franz Ignaz Schwerdt (1830–1916), Altphilologe
- Josef Ständer (1894–1976), Arzt und Politiker (NSDAP, MdR)